# (8128) Nicomaque
(8128) Nicomaque, désignation internationale (8128) Nicomachus, est un astéroïde de la ceinture principale.

## Description
(8128) Nicomaque est un astéroïde de la ceinture principal. Il fut découvert par Carlos Ulrrico Cesco et Arnold R. Klemola le 6 mai 1967 à El Leoncito. Il présente une orbite caractérisée par un demi-grand axe de 3,129 UA, une excentricité de 0,11 et une inclinaison de 4,13° par rapport à l'écliptique.
Il fut nommé en hommage au mathématicien et philosophe pythagoricien Nicomaque de Gérase (150-196), né à Gérase (actuelle Jerash, en Jordanie).

## Compléments